# Кузьмадино (Владимирская область)
Кузьмадино — село в Юрьев-Польском районе Владимирской области России, входит в состав Красносельского сельского поселения.

## География
Село расположено на левом берегу реки Колокша в 2 км на юг от райцентра города Юрьев-Польский.

## История
Это одно из древнейших поселений Суздальской области, оно основано в XIII-XIV веках. В XIV веке Козьмодамианское по документам значилось вотчиной князей московских. Димитрий Тоаннович Донской духовной грамотой от 1389 года завещал село сыну Юрию Димитриевичу, удельному князю Звенигородскому, в 1433 и 1434 годах великому князю московскому. Великий князь Василий Васильевич духовной грамотой от 1462 года завещал село супруге, Марье Ярославовне. В 1597 году село было пожаловано Троице-Сергиевому монастырю, во владении которого оставалось до 1764 года. Потом оно было в ведении Коллегии экономии. В грамотах XIV и XV веков Козьмдамианское ,или Кузмодемьянcкое, называется село, что указывает на существование уже тогда храма. В патриарших отказных книгах за 1612 год сказано: «В селе храм Козьма и Дамьян, а у церкви поп Сидор, да крестьянских 7 дворов, бобыльских 4 двора…». В 1803 году усердием прихожан вместо деревянной церкви построена каменная, с каменной колокольней. Главный храм освящён во имя Святых бессеребренников Козьмы и Дамиана, придельный теплый – во имя Святителя Николая Мирликийского. С 1893 года в селе существовала церковно-приходская школа.
В конце XIX — начале XX века село входило в состав Ильинской волости Юрьевского уезда.
С 1929 года село являлось центром Кузьмадинского сельсовета Юрьев-Польского района, с 1954 года — в составе Варваринского сельсовета, с 1959 года — в составе Дроздовского сельсовета, с 1965 года — в составе Красносельского сельсовета.

## Население
| 1859 | 1897 | 1905 | 2002 | 2010 | 2021 |
| ---- | ---- | ---- | ---- | ---- | ---- |
| 475  | ↗551 | ↗662 | ↘344 | ↘301 | ↗311 |

## Достопримечательности
В селе находится недействующая Церковь Космы и Дамиана (1803).